# Kirby Dick
Kirby Dick (Phoenix, Arizona, 23 de agosto de 1952) é um cineasta, produtor cinematográfico, roteirista e editor americano. Como reconhecimento, foi nomeado ao Oscar 2013 na categoria de Melhor Documentário em Longa-metragem por The Invisible War.